# بطولة العالم لسباق الدراجات على الطريق 2000
بطولة العالم لسباق الدراجات على الطريق 2000 هي الدورة ال73 من بطولة العالم لسباق الدراجات على الطريق، أجريت في بلواي، فرنسا.

## النتائج النهائية
| المسابقة              | ذهبية                            | فضية                         | برونزية                        |
| --------------------- | -------------------------------- | ---------------------------- | ------------------------------ |
| الرجال                |                                  |                              |                                |
| سباق الطريق ضد الساعة | رومان فاينشتينز (لاتفيا)         | زبيغنيو سبروك (بولندا)       | أوسكار فريري (إسبانيا)         |
| سباق الطريق المداري   | سيرهي هونتشار (أوكرانيا)         | مايكل ريتش (ألمانيا)         | لازلو بودروجي (المجر)          |
| السيدات               |                                  |                              |                                |
| سباق الطريق ضد الساعة | ماري هولدن (الولايات المتحدة)    | جيني لونغو (فرنسا)           | Rasa Polikevičiūtė ‏ (ليتوانيا) |
| سباق الطريق المداري   | Zinaida Stahurskaya ‏ (بيلاروسيا) | Chantal Beltman ‏ (هولندا)    | مادلين يندبرج (السويد)         |
| رجال أقل من 23 سنة    |                                  |                              |                                |
| سباق الطريق المداري   | Evgeni Petrov (روسيا)            | ياروسلاف بوبوفيتش (أوكرانيا) | لورنزو بيرنوكسي (إيطاليا)      |
| سباق الطريق ضد الساعة | Evgeni Petrov (روسيا)            | فابيان كانسيليرا (سويسرا)    | مايكل روجرز (دراج) (أستراليا)  |
| شبان                  |                                  |                              |                                |
| سباق الطريق المداري   | جيريمي ييتس (نيوزيلندا)          | Antonio Bucciero ‏ (إيطاليا)  | Alexander Arekeev ‏ (روسيا)     |
| سباق الطريق ضد الساعة | بيوتر مازور (بولندا)             | Vladimir Gusev (روسيا)       | Christian Müller (ألمانيا)     |
| شابات                 |                                  |                              |                                |
| سباق الطريق المداري   | نيكول كوك (المملكة المتحدة)      | Magdalena Sadlecka (بولندا)  | كلير هول باتش (كندا)           |
| سباق الطريق ضد الساعة | Juliette Vandekerckhove (فرنسا)  | كاثرين بيتس (أستراليا)       | Bertine Spijkerman ‏ (هولندا)   |